# Lasioglossum imbecillum
Lasioglossum imbecillum är en biart som beskrevs av Ebmer 1974. Lasioglossum imbecillum ingår i släktet smalbin, och familjen vägbin. Inga underarter finns listade i Catalogue of Life.